# Szerhij Olekszandrovics Dzinziruk
Szerhij Olekszandrovics Dzinziruk (ukránul: Сергій Олександрович Дзінзірук; Nyozsnyohirszkij, 1976. március 1. –) ukrán ökölvívó.

## Amatőr eredményei
- 1996-ban bronzérmes az Európa-bajnokságon váltósúlyban.
- 1996-ban az atlantai olimpián a nyolcaddöntőben kikapott, és kiesett.
- 1997-ben ezüstérmet szerzett a világbajnokságon váltósúlyban. A döntőben a kétszeres olimpiai bajnok orosz Oleg Szaitovtól kapott ki.
- 1998-ban ezüstérmes az Európa-bajnokságon váltósúlyban.

220 amatőr mérkőzéséből 195-öt nyert meg.

## Profi karrierje
1999-ben a hamburgi Univerzumnál kezdte profi karrierjét. 
2005. december 3-án szerezte meg a WBO nagyváltósúlyú világbajnoki címét, amit négyszer védett meg.
- 2004–2005 – nagyváltósúlyú profi Európa-bajnok
- 2005-től – WBO nagyváltósúlyú világbajnok

Profiként veretlen. 35 mérkőzését mind megnyerte, ebből 22-t kiütéssel.